# Station Barcelona La Sagrera - TAV
Station Barcelona La Sagrera - TAV, kort Sagrera | TAV (Catalaans: Estació de Sagrera - TAV, Spaans: Estación de Barcelona - La Sagrera - TAV is een groot toekomstig spoorwegstation in het noordoostelijk deel van het stadscentrum van Barcelona parallel liggend aan en zo'n 600 meter oostelijker liggend van de Avinguda Meridiana. 
De bouwwerken begonnen in 2009, maar werden van 2015 tot 2018 lamgelegd. In 2022 werd verwacht dat het in 2023 zou openen, in 2024 is er geen toegezegde einddatum meer. Naast het station zelf werd ook een 5,78 km lange spoortunnel gebouwd, geschikt voor hogesnelheidsverkeer die het nieuwe station verbindt met Barcelona Sants.
Het station wordt een spoorwegknooppunt in de stad Barcelona, gelegen in de wijk La Sagrera van het district Sant Andreu, evenwel net tegen de grens met het district Sant Martí. Het is ingepland op de locatie waar tot de jaren negentig een belangrijk goederenstation van de stad gelegen was, station dat begin 21e eeuw verlaten werd, en in 2007 werd afgebroken.
Het station wordt een intermodaal treinstation waar hogesnelheidstreinen, lange- en middellangeafstandsdiensten en forensentreinen stoppen, en overgestapt kan worden in een onderliggend gelijknamig metrostation op de metrolijnen L4, L9 en L10.  Tevens is een intercitybusstation in het knooppunt gevestigd. Om de verschillende treindiensten toe te laten zullen acht sporen afgewerkt worden in normaalspoorbreedte, voor AVE, Avant, TGV, Alvia en Euromed lijnen, en zullen acht sporen in Iberisch breedspoor opgeleverd worden voor de andere lange- en middellangeafstandsdiensten zoals de lijn R11 van de Rodalies de Catalunya en de forensentreinen van de Rodalies Barcelona, meer bepaald de lijnen R1 en R2.
Bij voltooiing wordt het station het grootste gebouw in de stad, en de grootste spoorweginfrastructuur in Catalonië. Het gebouw is ontworpen om tot honderd miljoen passagiers op jaarbasis te behandelen, en heeft afmetingen vergelijkbaar met de in 2009 in gebruik genomen Terminal 1 van de Aeroport Josep Tarradellas Barcelona-el Prat luchthaven. 